# Carsten Fromberg
Carsten Fromberg (født 1. december 1963) er en dansk filminstruktør.
Efter en yderst vel modtaget afgangsfilm fra Den Danske Filmskole, Kærlighed på en bumpet vej (1989), gik der seks år før Fromberg instruerede spillefilmen Ondt blod. Filmen er Thomas Bo Larsens spillefilmsdebut og har bl.a. også Jens Okking på rollelisten. Ondt blod blev en moderat publikumssucces men siden et "kult-hit" i talrige genudsendelser på TV. Dokumentarfilmen En Ægte Brian (fra samme år) vandt en TV-pris på Balticum filmfestival. Fromberg har også lavet adskillige stærkt roste teateropsætninger bl.a Danny & Roberta og Køkkenelevatoren. Omkring årtusindeskiftet var Fromberg leder af instruktøruddannelsen på Filmskolen.